# Outsourcing

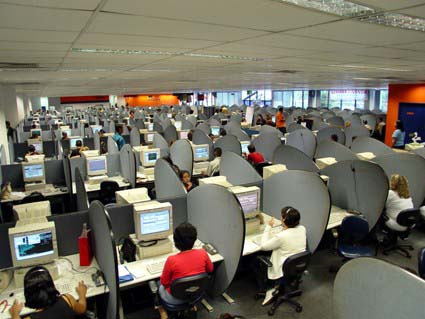
Call center − telefoniczne biuro obsługi klienta

Outsourcing (skrót z ang. outside-resource-using) – wydzielenie ze struktury organizacyjnej przedsiębiorstwa niektórych realizowanych przez nie samodzielnie funkcji i przekazanie ich do wykonania innym podmiotom. 
Outsourcing pozwala na koncentrację procesów zarządczych na zasadniczych celach i kluczowych kompetencjach organizacji a także na zwiększenie elastyczności struktury przedsiębiorstwa, tzn. szybkości, skuteczności i efektywności jego reakcji na zmiany otoczenia rynkowego. Przedsiębiorstwa stosujące outsourcing mogą skoncentrować się na działaniach i czynnościach, które dodają największą wartość. Z kolei podmioty, do których przekazały one realizowane wcześniej samodzielnie funkcje, mogą być bardziej efektywne dzięki większej specjalizacji.

## Historia
Pojęcie to po raz pierwszy zostało użyte w 1979 r. i odnosiło się do kupowania niemieckich projektów przez brytyjski przemysł motoryzacyjny. Sama koncepcja biznesowa powstała jednak wcześniej. Już w 1923 r. Henry Ford stwierdził, że: 

Jeśli jest coś, czego nie potrafimy zrobić wydajniej, taniej i lepiej niż konkurenci, nie ma sensu, żebyśmy to robili i powinniśmy zatrudnić do wykonania tej pracy kogoś, kto zrobi to lepiej niż my

Pierwotnie outsourcing rozumiany był jako strategia zaopatrzenia stosowana przez przedsiębiorstwa produkcyjne, głównie motoryzacyjne, polegająca na rezygnacji z wytwarzania wszystkich prefabrykatów niezbędnych do produkcji, na rzecz pozyskiwania ich od innych producentów. Pod koniec XX w. termin outsourcing zaczął być stosowany ogólnie do opisu strategii powierzania operacji wspierających główną działalność przedsiębiorstwa podmiotom zewnętrznym, specjalizującym się w zarządzaniu nimi. Obecnie outsourcing traktowany jest jako nowoczesna strategia zarządzania, polegająca na oddaniu innemu przedsiębiorstwu zadań niezwiązanych bezpośrednio z podstawową działalnością przedsiębiorstwa, dzięki czemu może ona skupić swoje zasoby i środki finansowe na tych obszarach, które stanowią podstawę jej działań i w których osiąga przewagę konkurencyjną.
Szybki wzrost zainteresowania outsourcingiem notuje się na rok 2004, kiedy to zaczęto wskazywać na poważną rolę w gospodarce światowej zjawiska przenoszenia działalności przedsiębiorstw za granicę (offshore outsourcing lub offshoring) i publicznie analizować wpływ stosowania tej strategii w krajach rozwiniętych na wzrost bezrobocia i stagnację gospodarczą.

## Powody stosowania outsourcingu
Najważniejszymi powodami stosowania outsourcingu przez przedsiębiorstwa są:
- obniżenie i bardziej efektywna kontrola kosztów operacyjnych,
- możliwość koncentrowania się na kluczowych kompetencjach przedsiębiorstwa, będących podstawą jego przewagi konkurencyjnej,
- pozyskanie zasobów, którymi przedsiębiorstwo nie dysponuje, w tym wiedzy eksperckiej i know-how partnerów,
- przyspieszenie pojawienia się korzyści z restrukturyzacji,
- pozyskanie kapitału,
- podział ryzyka,
- zwiększenie elastyczności działania poprzez możliwość szybkiego dostosowania skali działalności do zapotrzebowania na czynniki produkcji (tzw. skalowalność, ang. scalability)[7].

Badania przeprowadzone w 2002 r. przez portal Information Week na 700 przedsiębiorstwach ze Stanów Zjednoczonych wskazały, że ponad 60% respondentów wskazało oszczędności jako podstawowy cel zastosowania outsourcingu. Ponad połowa ankietowanych wymieniła również kwestie specjalizacji operacyjnej i sprawy pracownicze.
W przypadku gdy outsourcing okazał się błędną decyzją biznesową, przedsiębiorstwa realizują projekty insourcingowe.

## Przedmiot outsourcingu
Obszarami działania przedsiębiorstw, w których strategia outsourcingu stosowana jest najczęściej, są: informatyka, operacje pomocnicze i logistyka. W ramach tych obszarów zadaniami najczęściej przekazywanymi na zewnątrz są:
- z zakresu informatyki:
  - konserwacje i naprawy sprzętu,
  - rozwój aplikacji,
  - produkcja oprogramowania,
  - przetwarzanie danych,
- z zakresu operacji pomocniczych:
  - rachunkowość,
  - zakupy,
  - druk i reprografia,
  - konsulting,
  - szkolenia,
  - obsługa w terenie,
  - obsługa klientów,
  - przetwarzanie transakcji,
  - funkcje płacowo-kadrowe,
  - rekrutacja,
  - usługi księgowe,[10]
  - usługi gastronomiczne,
  - obsługa nieruchomości,
  - ochrona fizyczna,
  - usługi marketingowe,
  - reklama,
  - telemarketing,
- z zakresu logistyki:
  - kontrola spedycji,
  - pośrednictwo spedycyjne,
  - leasing,
  - zarządzanie i prowadzanie bazy pojazdów.

Wymienione powyżej zadania mają w większości charakter usługowy. Stanowi to o ewolucji outsourcingu od taktyki zakupowej, związanej z zarządzaniem zapasami w przedsiębiorstwach produkcyjnych, do ogólnej koncepcji zarządzania przedsiębiorstwem i wiedzą.
W literaturze anglojęzycznej outsourcing rozwiązań informatycznych jest określany jako Information Technology Outsourcing (ITO) a operacji pomocniczych Business Process Outsourcing (BPO). Swoje nazwy mają także niektóre bardziej specjalistyczne rodzaje outsourcingu, m.in. finanse i księgowość (ang. Finance and Accounting Outsourcing, FAO) czy usługi prawnicze (ang. Legal Process Outsourcing, LPO). 

## Proces wdrażania outsourcingu
Proces wdrażania outsourcingu w przedsiębiorstwie można podzielić na dwanaście podstawowych etapów:
1. sprecyzowanie celów i wymagań,
2. zaplanowanie procesu,
3. określenie potencjalnych dostawców, stopnia ich zainteresowania kontraktem i nawiązanie kontaktów,
4. rozmowy z kierownictwem i głównymi zainteresowanymi stronami,
5. rozmowy z właściwym personelem, innymi pracownikami oraz osobami spoza przedsiębiorstwa,
6. wstępna selekcja dostawców i przekazanie im informacji i warunków,
7. ocena odpowiedzi dostawców i dalsze rozmowy,
8. uzyskanie aprobaty kierownictwa wyższego szczebla w koniecznych sprawach,
9. wyznaczenie i szkolenie zespołu ds. zarządzania kontraktem,
10. negocjowanie kontraktu i uzgodnienie charakterystyki świadczonej usługi,
11. okres przejściowy wyznaczony przez wcześniejsze etapy procesu,
12. zarządzanie kontraktem w sposób uzgodniony z dostawcą w fazie negocjacyjnej.

## Zagrożenia związane z outsourcingiem
Zastosowanie outsourcingu jest procesem trudnym i skomplikowanym. Według badań Gartnera ponad 50% kontraktów outsourcingowych podlega renegocjowaniu, z czego 20% w trakcie pierwszych 12 miesięcy obowiązywania.
Najczęściej spotykanymi problemami wiążącymi się z zastosowaniem outsourcingu są:
- nieuzyskanie spodziewanych obniżek kosztów,
- ogólne pogorszenie jakości realizacji funkcji dotychczas wykonywanej samodzielnie,
- niepowodzenia w wypracowaniu relacji prawdziwej współpracy z dostawcą usług,
- spory między klientem a dostawcą usługi, zwłaszcza dotyczące jakości usługi i wysokości wynagrodzenia,
- niewykorzystanie szans z uzyskania większej operacyjnej elastyczności przy zaspokojeniu potrzeb klientów.

Inne niebezpieczeństwa wynikające ze stosowania outsourcingu, to:
- wystąpienie możliwości uzależnienia się od dostawcy,
- niemożność zachowania wysokiej jakości przy dużym udziale obcych komponentów,
- zatarcie obrazu firmy wśród klientów,
- możliwość poniesienia strat wynikających z niesolidności kooperantów,
- ujemne stosunki społeczne związane z redukcją personelu,
- ryzyko wzrostu kosztów.

Jako najczęstsze błędy popełniane przez kadrę kierowniczą przedsiębiorstw stosujących lub wdrażających outsourcing, mające wpływ na wystąpienie wskazanych problemów, wymieniane są:
- niewłaściwy dobór kryteriów wyboru dostawcy, kierowanie się wyłącznie kryterium cenowym,
- słabe relacje nabywca-dostawca podczas życia projektu,
- niestosowanie charakterystyki świadczonych usług (Service Level Agreement),
- nadmierna koncentracja na technologii i finansach, pomijanie aspektu personalnego,
- zbyt pośpiesznie przygotowywany kontrakt.